# Edward Vance Palmer
Edward Vance Palmer (ur. 1885, zm. 1959) – australijski pisarz.
Urodził się 28 sierpnia 1885 w Bundaberg w stanie Queensland. Był siódmym dzieckiem urodzonego Australijczyka Henry’ego Burneta Palmera, nauczyciela, i jego irlandzkiej żony Jessie, z domu Carson. Ukończył Ipswich Grammar School. Zadebiutował w prasie w wieku zaledwie 17 lat. W 1911 zaręczył się z Janet Gertrude Higgins. W 1914 wziął z nią ślub. W 1915 opublikował tom opowiadań i szkiców The World of Men, jak również tomik wierszy Forerunners. W 1920 wydał drugi tomik poetycki, The Camp. Zmarł na serce 15 lipca 1959 w wieku 63 lat.
Do jego najbardziej znanych utworów należy wiersz The Farmer Remembers the Somme.

## Książki
- Men Are Human (1930)
- Golconda (1948)
- Seedtime (1957)
- The Big Fellow (1959)